# حسين السعودي
حسين عبد الكريم السعودي (3 مايو 1982) لاعب كرة قدم بحريني يلعب حاليا لصالح نادي الدرجة الأولى النجمة البحريني في مركز الوسط المهاجم من 2000 كما يجيد اللعب في مراكز الوسط المحوري والوسط الأيمن والجناح الأيمن.

## الإنجازات
- كأس ملك البحرين (2): 2006، 2007